# 彼得·阿施
彼得·阿施（英語：Peter Asch，1948年10月16日—），生于蒙特雷，美国前男子水球运动员。他曾代表美国国家队参加1972年夏季奥林匹克运动会水球比赛，获得一枚铜牌。